# Domain Highway
Der Domain Highway ist eine Stadtautobahn in Hobart im Süden des australischen Bundesstaates Tasmanien. Sie verbindet das Eastern Outlet (A3) und der Westrampe der Tasman Bridge mit dem Brooker Highway (N1).

## Verlauf
Die 1943 eingeweihte Straße zweigt an der Westrampe der Tasman Bridge nach Nordwesten ab und verläuft zwischen dem Ostufer des Derwent River und dem Stadtteil Domain, bzw. dem Botanischen Garten. Nach gut 2 km erreicht sie den Brooker Highway.

## Ein- und Ausfahrten
| Domain Highway                                                |                                   |                                    |                                                        |
| Ein- und Ausfahrten Richtung Süden                            | Distance from Tasman Highway (km) | Distance from Brooker Highway (km) | Ein- und Ausfahrten Richtung Norden                    |
| Ende Domain Highway zum Tasman Highway nach Bellerive, Sorell | 0                                 | 2,1                                | Start Domain Highway vom Tasman Highway                |
| Hobart Tasman Highway (nur Ausfahrt)                          | 0                                 | 2,1                                | Start Domain Highway vom Tasman Highway                |
| Royal Tasmanian Botanical Gardens Lower Domain Road           | 1,2                               | 0,9                                | Royal Tasmanian Botanical Gardens Lower Domain Road    |
| Cornelian Bay Queens Walk                                     | 1,5                               | 0,6                                | Cornelian Bay Queens Walk                              |
| Start Domain Highway vom Brooker Highway                      | 2,1                               | 0                                  | Hobart Brooker Highway (nur Ausfahrt)                  |
| Start Domain Highway vom Brooker Highway                      | 2,1                               | 0                                  | Ende Domain Highway zum Brooker Highway nach Glenorchy |

- Karte mit allen Koordinaten:
- OSM |
- WikiMap